# ستيفن لو
ستيفن لو (بالإنجليزية: Stephen Law) فيلسوف إنجليزي ومحاضر في الفلسفة في كلية هيثروب جامعة لندن ورئيس تحرير المعهد الملكي للفلسفة مجلة الفكر، كان حصل على الدكتوراة في جامعة أكسفورد
من مواليد سنة 1960
من كتبه المترجمة إلى العربية «الإنسانوية، مقدمة قصيرة جداً» يتحدث عن مبادئ الإنسانوية ونشأتها وتاريخها وأخلاق الإنسانويين والدلائل على وجود الله 
نشر ستيفن اوراق اكاديمية حول مجموعة متنوعة من المواضيع
- 2010 الدراسات الدينية
- 2011 المعجزات ووجود يسوع، الإيمان والفلسفة

## مؤلفاته
تناولت كتب ستيفن مواضيع دينية واخلاقية وفلسفية قد تكون حساسة لدى بعض المتدينين ومن أهم مؤلفاته:
- الفلاسفة العظماء

حياة وأفكار من أعظم المفكرين في التاريخ ونشر في عام 2008. وهو يغطي 50 من «المفكرين العظماء» ولكن لفترة وجيزة جدا مع بضع صفحات فقط لكل منهما. بل هو مقدمة موجزة للقراء مع القليل من المعرفة السابقة من الفلسفة.
- الفلسفة رياضة

كتاب الفلسفة رياضة هو مقدمة للتفكير الفلسفي تهدف إلى البالغين. وهو يغطي خمسة وعشرين سؤالا فلسفيا، اختيرت لصلتها بمجتمع اليوم. ويهدف الكتاب إلى إمكانية الوصول. وغالبا ما يتم ذلك، كما هو الحال في «ما هو الخطأ في الجنس مثلي الجنس؟»
- الحرب على عقول الاطفال

الحرب على عقول الأطفال يناقش نهجا مختلفة للتعليم الأخلاقي والديني. كتب الكتاب كرد على التظليل الأكاديمي والأكثر شعبية يدعو إلى الأخلاق أقل النسبية في المدارس، مبررة من قبل «المعنوية الأخلاقية» الغربية الحالية وظهور النسبية الأخلاقية والثقافية. ويختلف القانون مع هذه الحجج، ويخلص إلى أن هناك في الواقع كل الأسباب التي تجعلنا متحررا جدا في نهجنا تجاه التعليم الأخلاقي والديني، ما دامت «الليبرالية» مفهومة بشكل صحيح. ويهدف إلى «تسمير» بعض الأساطير المعادية لليبرالية واسعة الانتشار، بما في ذلك الأسطورة القائلة بأن التنوير كان مسؤولا عن المحرقة، وأن الليبراليين هم من أقارب النسبية، وما إلى ذلك. ومع أن القانون لا يعارض المدارس الدينية، إلا أنه يوصي ببعض المعايير الدنيا الأساسية التي ينبغي أن يتوقع من جميع المدارس الوفاء بها، مثل تشجيع موقف مفتوح ومثير للتساؤل لدى التلاميذ فيما يتعلق بالمسائل الأخلاقية والدينية. وقال فيليب بولمان عن الكتاب «يجب ان يقرأه كل معلم وكل والديه وكل سياسي». وظهر الكتاب على نطاق واسع في وسائل الإعلام، بما في ذلك على راديو بي بي سي 4 اليوم البرنامج.
- فلسفة الصخور
- الحدود الخارجية
- فلسفة عيد الميلاد
- ملفات الفلسفة[5]

### روابط خارجية
- Official Site نسخة محفوظة 31 ديسمبر 2006 على موقع واي باك مشين.
- "What is wrong with gay sex?" – a chapter from 'The Philosophy Gym'
- "Systems of Measurement" – an academic paper on Wittgenstein and Kripke on the standard metre.
- Centre for Inquiry UK Centre for Inquiry UK, of which Stephen Law is Provost.
- Premier Radio نسخة محفوظة 29 فبراير 2012 على موقع واي باك مشين. Stephen Law debates Denis Alexander on "God & Science" on Premier Christian Radio
- Law in discussion with Alvin Plantinga – Law and Plantinga discuss Plantinga's Evolutionary Argument Against Naturalism
- "A Fair Way to Fight Religious Indoctrination of Children" – blog post relating to Law's children's book "Really, Really Big Questions"
- "Conversations from the Pale Blue Dot" – an interview with Professor Law by Common Sense Atheism blogger Luke Muehlhauser